# Северные Апеннины
Северные Апеннины (итал. Appennino settentrionale) — горная система в Италии и Сан-Марино, являющаяся частью Апеннинских гор.
Северные Апеннины простираются от перевала Колле-ди-Кадибона (Боккетта-ди-Альтаре) на севере, отделяющего Апеннины от Альп, до долин рек Тибр и Метауро, южнее которых начинаются Центральные Апеннины.
Северные Апеннины в свою очередь подразделяются на:

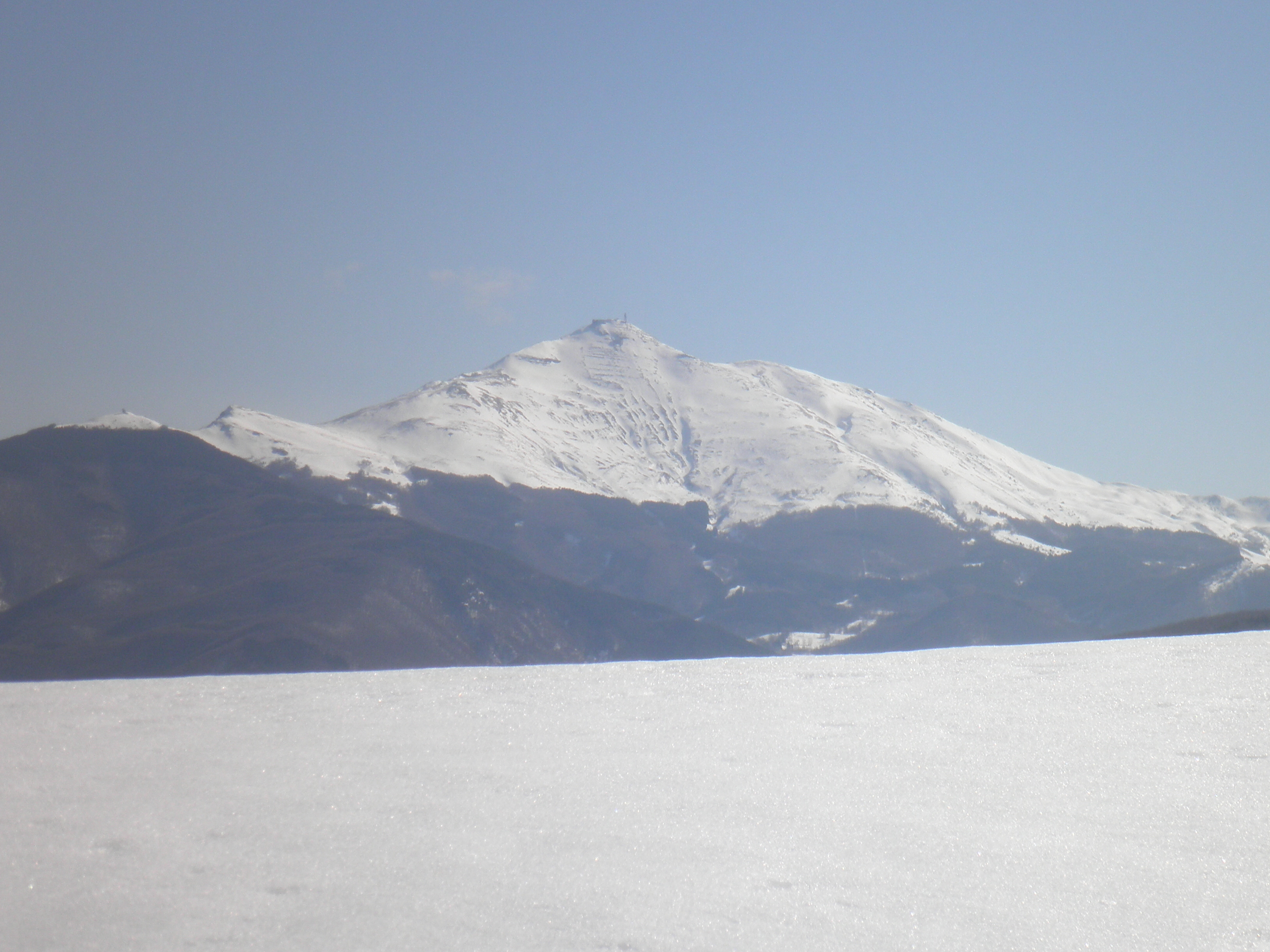
Монте-Чимоне — высочайшая вершина Северных Апеннин

- Лигурийские Апеннины
- Тосканские Апеннины:
  - Тосканско-Эмилианские Апеннины;
  - Тоскано-Романьские Апеннины.